# 泡芙

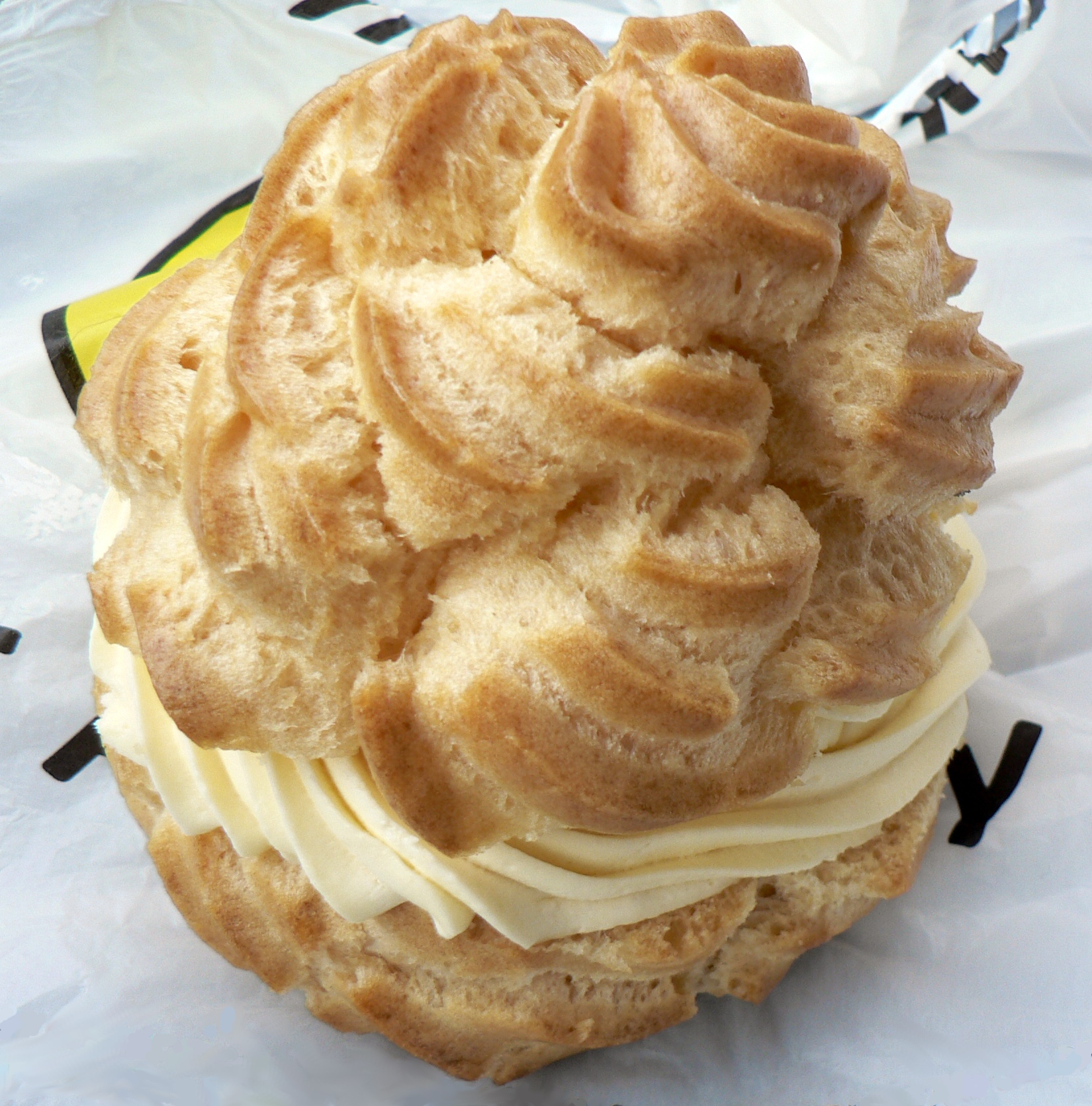
泡芙

泡芙（Profiterole / Cream Puff），台湾又称「奶油空心饼」，是一种源自法国的球形糕點。常見的泡芙会从蓬松张孔的面皮中包裹鮮忌廉、巧克力或冰淇淋。里面包裹的材料是通过注射或者将顶部撕破后加进去的；後者的顶部往往需要被其他食材取代。在泡芙的包裹的上面还可以撒上糖粉、果冻、水果或者巧克力。而根據充填的餡料不同，泡芙在不同地方也有許多不同異稱。

## 歷史
英文中泡芙有profiterole、prophitrole、profitrolle、profiterolle等的異稱，是借用法語產生的名詞，這些名字在1604年就已出現，但是原本它們所指涉的意思已經無從查考。
泡芙的雛形是以一種曾搭配湯的鹹麵包出現，內餡是肉泥、乳酪等等；十七世紀的食譜又把它稱作「Potage de profiteolles」。一直到十九世紀，profiterole才被確定用來代表「泡芙」。儘管可以確定泡芙最初源自法國，泡芙也是直布羅陀代表性的美食之一。
而現今常見的「奶油泡芙」最遲在1851年的美國就已出現。